# ديريك براند
ديريك براند (29 مايو 1975 - ) (بالإنجليزية: Derek Brand)‏ هو لاعب كريكت جنوب أفريقي.